# Ashley (Nouvelle-Zélande)
Pour les articles homonymes, voir Ashley.
Ashley est un petit village rural dans la région du Nord Canterbury, dans l’Île du Sud de la Nouvelle-Zélande.

## Accès
Autrefois[Quand ?], Ashley avait une gare de chemin de fer située sur le trajet de la  Main North Line (en), qui traversait le village.

## Population
Lors du recensement de 2013, il y avait 1 083 personnes qui vivaient à Ashley.

## Éducation
L'école d’Ashley est la seule école du secteur et fut fondée en 1864. C‘est une école primaire mixte. Elle a un taux de décile de 9 avec un effectif de 164 élèves.

## Démographie
| Ashley population par année | Ashley population par année | Ashley population par année | Ashley population par année |
| --------------------------- | --------------------------- | --------------------------- | --------------------------- |
| Census                      | Pop.                        | ±%                          | Ref                         |
| 1901                        | 202                         | -                           | .                           |
| ...                         | ...                         | ...                         |                             |
| 2001                        | 759                         | -                           | .                           |
| 2006                        | 885                         | 17                          | .                           |
| 2013                        | 1 083                       | 22                          | .                           |

## Climat
La température moyenne en été est de 15,9 °C, et en hiver de  7 °C.
| Mois      | Température moyenne |
| --------- | ------------------- |
| Janvier   | 16,4 °C             |
| Février   | 16,1 °C             |
| Mars      | 14,9 °C             |
| Avril     | 12,4 °C             |
| Mai       | 9,4 °C              |
| Juin      | 7,0 °C              |
| Juillet   | 6,5 °C              |
| Août      | 7,4 °C              |
| Septembre | 9,4 °C              |
| Octobre   | 11,5 °C             |
| Novembre  | 13,2 °C             |
| Décembre  | 15,1 °C             |